# Oluf Andersen
Oluf Andersen (også kaldet Ole Andersen og O. Andersen, født 18. oktober 1876 i Skuldelev, død 5. august 1952) var en dansk portør og politiker for Socialdemokratiet. Han var borgmester for magistratens 5. afdeling i Københavns Kommune 1936 til 1943 og medlem af Folketinget valgt i Østre Storkreds fra 1929 til 1936.
Oluf Andersen blev født i en arbejdsmandsfamilie i Skuldelev i 1876. Han gik i en friskole i København 1883-1890. I 1898 blev han ansat i DSB hvor han var overportør fra 1919 til 1936.  Andersen var medlem af Dansk Jernbaneforbunds hovedbestyrelse fra 1904 til 1927 og forbundets viceforretningsfører fra 1919. Han fra medlem af Københavns Borgerrepræsentation fra 1917 til 1936 hvor han blev borgmester for magistratens 5. afdeling. Andersen gik af som borgmester i 1943 som 67-årig.
Andersen var opstillet til Folketinget i Hjørring Amtskreds ved folketingsvalgene i 1924 og 1926. Men han blev først valgt ved valget i 1929 hvor han var opstillet i Østre Storkreds. Han blev genvalgt i storkredsen i 1932 og 1935. Han udtrådte af Folketinget i 1936 da han blev borgmester. Hans folketingsmandat blev overtaget af Nina Andersen. Andersen var medlem af Folketingets Finansudvalg fra 1932 til 1936.